# Дочки-матери
До́чки-ма́тери — детская ролевая игра, имитирующая взрослую семейную жизнь. Инициируют и играют преимущественно девочки (в том числе и мужские роли), что, впрочем, не исключает и участия мальчиков. Чёткие правила отсутствуют. Всё построено на первоначальной идее и распределении ролей, которые по ходу игры могут легко меняться. Для игры, как правило, используются куклы и всевозможный детский «инвентарь» — игрушечная посуда, бельё, интерьеры и тому подобное.
Играющие дети распределяют между собой роли разных членов семьи, воплощают в игре реальные жизненные ситуации, имитируют поведение родственников и ровесников, разыгрывают актуальные события, вплоть до интонации и поз воспроизводят общение и отношения внутри своих семей, в детском саду и так далее. Любой разыгрываемый сюжет густо замешан на свойственных детям фантазии и творчестве в наполнении игры. Дети могут не только имитировать реально увиденное, но и воплощать в игре свои мечты о жизни.
С точки зрения психологии, наблюдение за игрой в дочки-матери может дать родителям бесценную информацию о мире ребёнка. Они могут увидеть со стороны свою семейную жизнь, отношения внутри семьи, самих себя и многое другое.
Игра может использоваться также взрослыми в качестве психологического тренинга.